# Gidleigh Castle

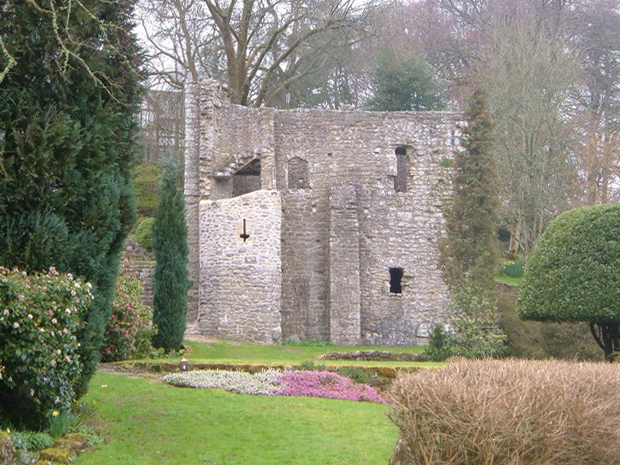
Gidleigh Castle 2006

Gidleigh Castle ist eine Burgruine im Dorf Gidleigh am Rande des Dartmoor, etwa 3 Kilometer nordwestlich von Chagford in der englischen Grafschaft Devon.
Um 1324 ließ William de Prouz das befestigte Herrenhaus errichten. Heute ist es ein ruinierter, zweistöckiger Donjon mit einem Untergeschoss und einem Rittersaal im oberen Stock. Die Burgruine ist von English Heritage als historisches Gebäude I. Grades gelistet.